# Planeta de helio

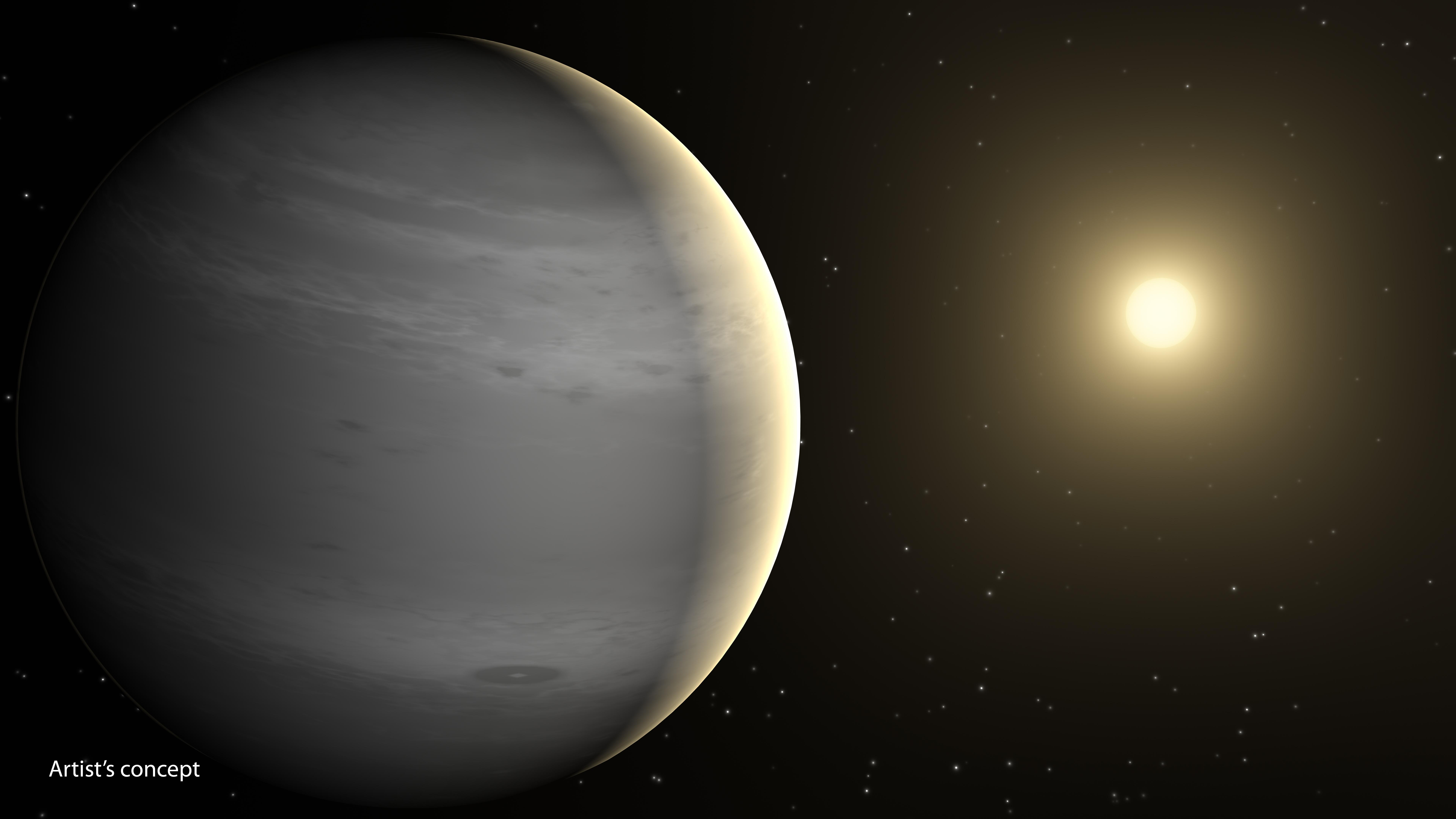
Esta en una representación artística del aspecto de un planeta de helio.

 Un planeta de helio es un tipo teórico de planeta que potencialmente se puede formar a partir de estrellas enanas blancas de masa baja, en cuyo caso el planeta contiene poco hidrógeno (en contraste, los planetas gigante de gas como Júpiter y  Saturno consisten principalmente de hidrógeno y helio). Los planetas de helio se podrían formar de varias maneras. El candidato más probable a planeta de helio es  WD 1856 b, es aproximadamente siete veces más grande que la enana blanca, llamada WD 1856 + 534, solo un 40% más grande que la Tierra. El exoplaneta orbita en torno a ella cada 34 horas, más de 60 veces más rápido que Mercurio alrededor de nuestro Sol. El descubrimiento de dicho planeta fue confirmado en 2020.

## Origen
Un posible escenario consiste en AM CVn, un tipo de estrellas binarias simbióticas compuesta por dos núcleos de helio de estrellas enanas blancas rodeado por un disco de acreción circumbinario de helio formado durante la transferencia de masa de la menos masiva a la enana blanca más masiva. Después de que pierde la mayor parte de su masa, la enana blanca menos masiva puede aproximarse a la masa planetaria.

## Características
Los planetas de helio se predice que serán de diámetro y de masa más o menos similar a los planetas de hidrógeno.